# Stefan Živanović
Stefan Živanović (Beograd, 19. veljače 1989.) je srbijanski profesionalni košarkaš. Igra na poziciji bek šutera. Jedan je od najtalentiranijih mladih igrača na ovim prostorima, a trenutačno je član srpskog FMP-a. Karijeru je započeo u Beovuku 72 iz Beograda. 